# Hymn Namibii
Namibia, Land of the Brave (Namibia, kraj ludzi dzielnych) – hymn państwowy Namibii. 
Hymn został skomponowany i napisany przez Axali Doeseb, dyrygenta grupy Kalahari, grającej tradycyjną muzykę Namibii. Utwór zwyciężył w konkursie rozpisanym po uzyskaniu przez Namibię niepodległości w 1990 roku i został wykonany po raz pierwszy publicznie w pierwszą rocznicę uzyskania niepodległości w 1991 roku.

## Oficjalne słowa angielskie
Namibia land of the brave
Freedom fight we have won
Glory to their bravery
Whose blood waters our freedom
We give our love and loyalty
Together in unity
Contrasting beautiful Namibia
Namibia our country
Beloved land of savannahs
Hold high the banner of liberty
Namibia our country
Namibia motherland
We love thee.

## Wersja afrikaans
Namibië, land van die dapper,
Vryheid veg ons gewen het.
Eer aan hul dapperheid
Wie se bloed ons vryheid wateren.
Ons gee ons liefde en lojaliteit
Saam in eenheid.
Kontrasterende pragtige Namibië,
Namibië, ons land.
Geliefde land van savannas,
Hou hoog die vaandel van vryheid.
Namibië, ons land,
Namibië, Moederland,
Ons is lief vir jou.

## Wersja niemiecka
Namibia, Land der Mutigen.
Der Freiheitskampf ist gewonnen,
Ehre Ihrem Mut,
Deren Blut floss für unsere Freiheit.
Wir geben unsere Liebe und Freiheit
In Einigkeit gemeinsam,
Kontrastreiches schönes Namibia,
Namibia unser Land.
Geliebtes Land der Savannen,
Haltet das Banner der Freiheit hoch.
Namibia unser Land,
Namibia, Vaterland,
Wir lieben Dich.